# Ferran August de Lobkowicz
Ferran August de Lobkowicz (en alemany Ferdinand August von Lobkowicz) va néixer a Neustadt (Alemanya) el 7 de setembre de 1655 i va morir Leipzig el 3 d'octubre de 1715. Era un noble alemany fill de Francesc Eusebi de Lobkowicz (1609-1677) i d'Augusta Sofia de Sulzbach (1624-1682).

## Matrimoni i fills
El 18 de juliol de 1677 es va casar a Hadamar amb Clàudia Francesc de Nassau-Hadamar (1660-1680), filla de Maurici Enric de Nassau-Hadamar (1626-1679) i d'Ernestina Carlota de Nassau-Siegen (1623-1668). El matrimoni va tenir tres fills:
- Elionor, nascut i mort el 1678.
- Leopold Cristià (1679-1680).
- Felip Jacint (1680-1734), casat primer amb Elionor Popelova de Lobkowicz (1684-1720) i després amb Anna Maria d'Althann (1703-1754).

Havent enviudat en néixer el tercer fill, el 17 de juliol de 1680 es casà amb la princesa Maria Anna de Baden-Baden (1655-1702), filla de Guillem de Baden-Baden (1593-1677) i de Maria Magdalena d'Oettingen (1619-1688). D'aquest segon matrimoni en nasqueren:
- Josep Antoni (1681-1717).
- Elionor (1682-1741), casada amb el príncep Francesc de Schwarzenberg (1680-1732).
- Lluïsa Anna (1683-1750), casada amb el príncep Anselm Francesc de Thurn i Taxis (1681-1739).
- Ferran (1685-1727).
- Jiri Cristià (1686-1755), casat amb Carolina de Valdstein (1702-1780).
- Hedwiga (1688-1689).
- Augusta (1690-1692).
- Carles (1692-1700).
- Leopold (1694-?).
- Maria (1696-?).
- Elionor (1698-?).

Vidu de nou, el 3 de desembre de 1703 es va casar a Viena amb Maria Felipa d'Althann (1670-1706), sense que d'aquesta unió en nasqués cap fill.
I encara es va casar per quarta vegada el 16 de novembre de 1707 amb Maria Joana de Schwarzenberg (1681-1739), amb qui va tenir una darrera filla, Maria (1714-1718).